# José Fontán
José Manuel Fontán Mondragón (Vilagarcía de Arousa, 11 februari 2000) is een Spaans voetballer die doorgaans speelt als centrale verdediger. In juli 2024 verruilde hij Celta de Vigo voor FC Arouca.

## Clubcarrière
Fontán speelde in de jeugd van San Miguel de Deiro en Arosa, alvorens hij in 2011 werd opgenomen in de academie van Celta de Vigo. Deze doorliep hij en in 2020 maakte hij zijn professionele debuut in het eerste elftal. In de Copa del Rey werd op 23 januari van dat jaar gespeeld tegen Mirandés. Matheus Aiás opende namens die ploeg de score, waarna Pione Sisto gelijkmaakte. In de verlenging won Mirandés door een goal van Antonio Sánchez. Fontán mocht van coach Óscar García in de basis beginnen en hij werd in de verlenging gewisseld ten faveure van Lucas Olaza.
Aan het begin van het seizoen 2021/22 werd het contract van Fontán opengebroken en verlengd tot medio 2025. Zijn eerste doelpunt maakte de verdediger op 30 november 2021, opnieuw in de Copa del Rey. Ditmaal werd er gespeeld op bezoek bij Ebro. Na doelpunten van Santi Mina, Augusto Solari en twee van Franco Cervi bepaalde Fontán de score op aangeven van Brais Méndez op 0–5. In de zomer van 2022 maakte hij op huurbasis de overstap naar Go Ahead Eagles. Hij maakte op 7 augustus tegen AZ zijn debuut voor de club.
Een seizoen later keerde hij terug naar Spanje, waar FC Cartagena hem huurde. Zijn eerste optreden kende hij enkele dagen later op 25 augustus tijdens de thuiswedstrijd tegen Levante. Fontán sloot deze verhuurperiode af met vier doelpunten in veertig officiële optredens. Na twee keer verhuurd te zijn vertrok Fontán in de zomer van 2024 definitief bij Celta de Vigo; het Portugese FC Arouca nam de verdediger over. Initieel tekende hij een contract voor twee jaar; deze werd na een seizoen waarin hij voornamelijk basisspeler was met een jaar verlengd tot medio 2027.

## Clubstatistieken
| Seizoen | Club              | Competitie       | Competitie | Competitie | Beker | Beker | Internationaal | Internationaal | Totaal | Totaal |
| Seizoen | Club              | Competitie       | Wed.       | Dlp.       | Wed.  | Dlp.  | Wed.           | Dlp.           | Wed.   | Dlp.   |
| ------- | ----------------- | ---------------- | ---------- | ---------- | ----- | ----- | -------------- | -------------- | ------ | ------ |
| 2019/20 | Celta de Vigo     | Primera División | 0          | 0          | 1     | 0     | —              | —              | 1      | 0      |
| 2020/21 | Celta de Vigo     | Primera División | 14         | 0          | 2     | 0     | —              | —              | 16     | 0      |
| 2021/22 | Celta de Vigo     | Primera División | 9          | 0          | 3     | 2     | —              | —              | 12     | 2      |
| 2022/23 | → Go Ahead Eagles | Eredivisie       | 21         | 1          | 3     | 0     | —              | —              | 24     | 1      |
| 2023/24 | → FC Cartagena    | Segunda División | 37         | 4          | 3     | 0     | —              | —              | 40     | 4      |
| 2024/25 | FC Arouca         | Primeira Liga    | 29         | 1          | 2     | 0     | —              | —              | 31     | 1      |
| Totaal  | Totaal            | Totaal           | 110        | 6          | 14    | 2     | 0              | 0              | 124    | 8      |

Bijgewerkt op 18 juni 2025.